# クレメンス3世 (対立教皇)
クレメンス3世（? - 1100年9月8日）は、ローマ教皇であるグレゴリウス7世・ウィクトル3世・ウルバヌス2世・パスカリス2世の4代に渡る対立教皇である（在位：1080年、1084年 - 1100年）。

## 生涯
カノッサ伯の一族としてパルマで生まれた。カノッサの屈辱や叙任権闘争で教皇のグレゴリウス7世と神聖ローマ皇帝であるハインリヒ4世は激しく対立していた。カノッサの屈辱から3年後の1080年にグレゴリウス7世は再びハインリヒ4世を破門し、さらに皇位からの廃位も宣言した。するとハインリヒ4世はドイツの司教を味方につけ、逆にグレゴリウス7世の廃位を宣言し、1080年6月25日にクレメンス3世を擁立した。さらに報復としてハインリヒ4世はクレメンス3世と共にローマに進軍し、武力で制圧に及んだ。グレゴリウス7世はノルマン人のロベルト・イル・グイスカルドに救出されたものの、ノルマン軍の質が悪くローマ市民には不評だった。このため、グレゴリウス7世はローマから逃亡し、1084年3月24日にクレメンス3世は聖別して即位した。この時、ハインリヒ4世を神聖ローマ皇帝として戴冠している。
1085年にグレゴリウス7世は死去し、後継者のウィクトル3世には実力が乏しく一時的ながらノルマンの軍隊によってクレメンス3世は追われたが、すぐに復帰した。ウィクトル3世は1087年9月16日に死去し、後継者のウルバヌス2世もクレメンス3世に対しては無力な存在だった。ウルバヌス2世は1099年7月29日に死去し、後継者のパスカリス2世の即位した1099年8月にピエルレオーネ家によってローマから追放された。
クレメンス3世はハインリヒ4世と協力してローマ奪還を図っていたが、1100年9月8日にチヴィタ・カステラーナで死去した。
クレメンス3世は対立教皇の中でもグレゴリウス7世から数えて4代にわたってローマで強大な影響力を保持し、その実力は正当とされている教皇を上回っていたことから正式な教皇と見なされることもある。